# 欧尼酱有义务对被魅魔的妹妹负责
《欧尼酱有义务对被魅魔的妹妹负责》，是Hamham Soft（はむはむソフト）在2021年7月30日發售的戀愛冒險類型成人遊戲，當中由紫刀和負責原畫，Hatsu、下地和彦共同擔當編劇。
《欧尼酱有义务对被魅魔的妹妹负责》擁有多條劇情分支路線，每條路線皆有一系列預先設定的場景和人物互動。其主要聚焦於二名女主角莉莉和希莉跟玩家角色遠寺陣的互動，並刻畫了角色之間的性行為。整個故事以陣的視角作切入點。他是個修讀考古學的大學生，在把古代手镯送給自己的妹妹希莉後，意外地讓她被魅魔莉莉附身。

## 遊戲系統
《欧尼酱有义务对被魅魔的妹妹负责》採取戀愛冒險的遊玩方式。玩家所扮演的是本作的男主角遠寺陣。基本上玩家在遊玩的時候都需閱覽屏幕上所顯示的文本和聆聽對話，用以了解故事情節和人物之間的對話。聲音和文字會與人物拼合圖和背景一同出現，以表示青柳跟誰對話。玩家會在故事中遇見代替背景和人物拼合圖的CG。《欧尼酱有义务对被魅魔的妹妹负责》擁有多條劇情分支路線，每條路線的结局皆有所不同。玩家的選擇最終會影響進入哪條路線，从而影響结局。
本作角色之間的關係亦帶有一定性意味。有關場景包括手交、口交、性交等等。玩家在某些預設的段落中須選擇行為選項，對話框的下一段文本在做出選擇前並不能夠顯示。玩家必須反覆載入選項頁面並選擇不同的選項，才能夠觀覽存於不同路線的劇情。《欧尼酱有义务对被魅魔的妹妹负责》擁有幾個不同的結局。

## 故事
本作的主人公遠寺陣在大學專攻考古學，不時需要前往海外進行研修。他在把古代手鐲送給開始把自己當作男性看待的妹妹希莉後，意外地讓她被魅魔莉莉附身；莉莉個性奔放，以異種族的精液為食。結果他很快就跟自己的妹妹和莉莉發生性關係，並在得知莉莉的存在之後答應向她提供精液。結果遠寺陣便開始跟她們倆每天過著不斷發生性行為的生活。

## 角色
久遠寺陣
本作男主角。在大學專攻考古學。經常過分擔心妹妹。
希莉
久遠寺的妹妹，班內的班長。個性認真。在故事中被魅魔莉莉附身，因此她的身體不時會被莉莉控制，甚至在被控制的同時保有自己的意識。
莉莉（聲優：木野原さやか）
附身在希莉身上的魅魔。個性奔放。她會在發生性行為時利用自身的性知識和種族能力。

## 開發
《欧尼酱有义务对被魅魔的妹妹负责》是開發團隊Hamham Soft在開發《與妹妹的記憶》和《Low spec！？ ～俺和年幼妹（女朋友）的性教育！～》後的作品，也是該社首部聚焦於人外娘的成人遊戲。本作的企劃由下地和彦提出，同時他亦負責本作的編劇和音樂。原畫由紫刀和夏凛とーご（SD原畫）負責。他們兩人此前都曾為Hamham Soft的作品擔當同樣角色。除了下地和彦外，負責本作編劇的還有Hatsu，他此前同樣負責過多部成人遊戲的編劇。

## 宣傳發行
Hamham Soft在2021年4月21日開設本作的官方網站。24日，它在Twitter上公開了《欧尼酱有义务对被魅魔的妹妹负责》的開頭動畫。7月10日，它在其官網上發佈了本作的免費試玩版，予供公眾下載試玩，並在2日後於Twitter上宣佈《欧尼酱有义务对被魅魔的妹妹负责》已下線，發售日期為7月30日，隨文附上畫師的紀念插畫。官方在7月16日開始為了紀念此作即將開售，而把在FANZA和DLsite上售賣的過去作品減價，有關活動直到8月5日為止。
7月30日，《欧尼酱有义务对被魅魔的妹妹负责》正式版開售，DVD版、下載版、下載特别包版同時公開，同時兼容Windows 8.1/10。預約版會附送以兩名女主角作主題的ASMR廣播劇音頻和主題曲的完整版本。DVD版的預約特典跟特别包版所附送的特典略有差異——DVD版會額外附送寫有特典下載網址的插畫卡和原畫設定集，不過所附送的音頻質量會較特别包版為低。

## 評價
本作在開售後登上日本美少女遊戲暨動漫相關商品銷售網站Getchu屋當月美少女遊戲銷量排行榜的第9位。

## 外部連結
- 官方网站 （页面存档备份，存于） （日語）